# Calilena
Calilena là một chi nhện trong họ Agelenidae.